# Caterina de Rocabertí
Caterina de Rocabertí (?-1545) era la titular de la baronia de Sant Mori per herència del seu pare, Bernat Hug de Rocabertí i Ortafà, la seva mare era Cecília d'Hostalric. Es va casar amb Jaume de Cardona, fill natural del duc Joan Ramon Folc IV de Cardona el 1504 i van tenir la descendència següent:

## Fills
- Lluís de Cardona i Rocabertí, baró de Sant Mori, casat amb Jerònima Queralt
- Cecília, casada amb Guerau de Queralt, senyor de Santa Coloma
- Rafaela de Cardona-Rocabertí, casada amb Carles d'Oms-Cruïlles de Vilademany, baró de Rupit
- Jaume de Cardona i de Rocabertí, casat amb Magina de Seguiroles
- Elisabet
- Joan
- Maria